# Det' så dansk
Det' så dansk er det niende studiealbum af den danske sangerinde og sangskriver Anne Linnet, der blev udgivet den 10. maj 1991 på Pladecompagniet. Albummet blev kritiseret for at være dårligt mixet, hvilket Anne Linnet efterfølgende erkendte var tilfældet. Om albummets lyd udtalte hun: "Jeg blev fanget i den høje og hårde lyd. Jeg havde komprimeret for meget, så det gik ud over mellemtonen i min stemme." Af samme grund blev albummet mixet om inden det blev udsendt på det svenske og norske marked, hvor det blev udgivet under titlen Fyldt op af kærlighed i 1992. I Danmark solgte albummet 50.000 eksemplarer.
Albummets titel er opkaldt efter sangen af samme navn: "I den sang synger jeg om alle de ting, man ikke kan holde ud ved Danmark, og så ender jeg med at sige, at på trods af de ting, der ikke er til at holde ud, vælger jeg alligevel at blive her. På grund af den danske hygge og den danske folkesjæl. Den danske mentalitet er lidt enestående. Vi tager det stille og roligt, men den danske hygge skal ikke være sovepude."

## Spor
| #   | Titel                         | Længde |
| --- | ----------------------------- | ------ |
| 1.  | "Det' så dansk"               | 4:14   |
| 2.  | "Gemmeleg"                    | 4:37   |
| 3.  | "Kvindetårer"                 | 4:09   |
| 4.  | "Månelys for mig"             | 3:33   |
| 5.  | "Gi' mig lov"                 | 4:36   |
| 6.  | "Frihed"                      | 5:29   |
| 7.  | "Fyldt op af kærlighed"       | 4:00   |
| 8.  | "Skriger til himlen"          | 4:35   |
| 9.  | "Så'n en helt almind'lig dag" | 3:37   |
| 10. | "Hallo"                       | 3:07   |